# Stary Kiączyn
Stary Kiączyn – wieś w Polsce położona w województwie wielkopolskim, w powiecie kaliskim, w gminie Stawiszyn. Niegdyś w Starym Kiączynie znajdowała się Szkoła Rolnicza, liczne folwarki oraz dworek. 
Wieś królewska Kiączyno należała do starostwa stawiszyńskiego, pod koniec XVI wieku leżała w powiecie kaliskim województwa kaliskiego. W latach 1975–1998 miejscowość administracyjnie należała do województwa kaliskiego.